# Давід Бем
Давід Бем (чеськ. David Böhm; 25 лютого 1982) — чеський ілюстратор.

## Навчання
У 1997—2001 Бем навчався в середній школі прикладного мистецтва в Празі, а у 2009 році закінчив Академію витончених мистецтв в Празі. Наставниками Бема в академії були Владімір Скрепл та Владімір Коколя.

## Стипендії та резиденції
- 2006 — стипендія на Факультеті образотворчого мистецтва Університету Порто, Португалія
- 2008 — стипендія на навчання на факультеті дизайну та мистецтва Університету в Плзні в фотостудії Алени Котзманової.
- 2011 — резиденція в Futura galéry, Нью-Йорк, США
- 2012 — резиденція в ZKU, Берлін, Німеччина
- 2012 — резиденція в MuseumsQuartier, Відень, Австрія

## Книжки
- Hlava v hlavě («Голова в голові»), разом з Онджеєм Буддеусом, видавництво Labyrint, 2013 рік
- Nulla dies sine linea, Давід Бем, Їржі Франта, видавець Biggboss, 2012 рік
- Ticho hrocha («Тиша бегемота»), видавець Labyrint, 2009 рік

## Нагороди
- Книжка Hlava v hlavě («Голова в голові») — Magnesia Litera 2014
- Книжка Hlava v hlavě («Голова в голові») — Найкрасивіша чеська книжка 2013
- Книжка Hlava v hlavě («Голова в голові») — Gold Ribbon Czech IBBY за художнє досягнення 2014
- Нагорода журналу Respect 2012
- Книжка Ticho hrocha («Тиша бегемота») — Найкрасивіша чеська книжка 2009 (друге місце)
- Книжка Ticho hrocha («Тиша бегемота») — Gold Ribbon Czech IBBY за художнє досягнення 2009